# اسپلدینگ (نبراسکا)
اسپلدینگ(به انگلیسی: Spalding) شهری در ایالت نبراسکا کشور ایالات متحده آمریکا است که جمعیت آن در سرشماری سال ۲۰۱۰ میلادی، ۴۸۷ نفر بوده‌است.